# Madagaskars præsidenter
Madagaskar blev uafhængig i 1960. Madagaskars præsidenter har været:

## Første republik
- Philibert Tsiranana (1960-72)
- Gen. Gabriel Ramanantsoa (1972-75)
- Oberst Richard Ratsimandrava (1975)
- Gen. Gilles Andriamahazo (1975)

## Anden republik
- Didier Ratsiraka (1975-1992)

## Tredje republik
- Didier Ratsiraka (1992-1993)
- Albert Zafy (1993-1996)
- Norbert Ratsirahonana (1996-1997)
- Didier Ratsiraka, 2. gang (1997-2002)
- Marc Ravalomanana (2002-2009)
- Hyppolite Ramaroson (2009)

## Fjerde republik
- Andry Rajoelina (2009-2014)
- Hery Rajaonarimampianina (2014-2018)
- Rivo Rakotovao (2018-2019)
- Andry Rajoelina (2019-2023)
- Christian Ntsay (2023)
- Richard Ravalomana (2023)
- Andry Rajoelina (2023-)